# Mark Valley
Mark Thomas Valley (Ogdensburg, 24 december 1964) is een Amerikaans acteur, vooral bekend geworden door zijn rollen in de televisieseries Boston Legal en Human Target. Ook speelde hij een rol als John Scott in de serie Fringe. Van 1994 tot 1997 speelde hij Jack Deveraux in de soap Days of Our Lives. In 2013 maakte hij zijn opwachting als een lid van de hoofdcast in het derde seizoen van Body of Proof. 

## Filmografie

### Film
- The Innocent - als Tunnel Technicus (1993)
- Some Girl - als Politie Officier (1998)
- The Siege - als FBI Agent Mike Johanssen (1998)
- The Next Best Thing - als Cardioloog (2000)
- Jericho - als Jericho (2000)
- Big Time - als Chazz (2001)
- Live! - als Blair (2007)
- Shrek the Third - als Cyclops (Stem, 2007)
- The Tournament Challenge Challenged (2012)
- Stolen - als Fletcher (2012)
- Zero Dark Thirty - als C-130 Piloot (2012)
- Bride Hard - als Edgar (2025)

### Televisiefilm
- Vanishing Son IV - als Adams (1994)
- George Wallace - als Bobby Kennedy (1997)
- Breast Men - als Donkerblonde Inwoner (1997)
- Running Mates - als Dick Tracy (2000)
- Business Class - als Matt (2007)

### Televisieserie
- Another World - als Pater Pete (1993)
- Days of our Lives - als Jack Deveraux (36 afleveringen, 1994-1997)
- Lateline - als Ken Pruitt (Afl. Error Apparent, 1998)
- Brimstone - als Barry Ceneazo (Afl. Mourning After, 1999)
- Diagnosis Murder - als Kapitein Paul Davis (Afl. Murder at BBQ Bob's, 2000)
- The Lone Gunmen - als Henry Farst (Afl. Like Water for Octane, 2001)
- Gideon's Crossing - als Mark Epperson (Afl. Filaments and Ligatures, 2001)
- Once and Again - als Will Gluck (5 afleveringen, 2000-2001)
- Spin City - als Joseph Maxwell (Afl. A Tale of Four Cities, 2002)
- Pasadena - als Robert Greeley (13 afleveringen, 2001-2002)
- ER - als Richard Lockhart (5 afleveringen, 2000-2003)
- Harry Green and Eugene - als Harry Green (2004)
- I'm with Her - als Jack Campbell (Afl. The Peck-Peck, 2004)
- Keen Eddie - als Detective Eddie Arlette (13 afleveringen, 2003-2004)
- The 4400 - als Warren Lytell (2 afleveringen, 2004)
- Boston Legal - als Brad Chase (70 afleveringen, 2004-2007)
- Law & Order: Special Victims Unit - als Jake Keegan (Afl. Paternity, 2007)
- Swingtown - als Brad Davis (3 afleveringen, 2008)
- Emily's Reasons Why Not - als Reese Callahan (2 afleveringen, 2006-2008)
- Fringe - als John Scott (12 afleveringen, 2008-2009)
- Human Target - als  Christopher Chance (25 afleveringen, 2010-2011)
- Are You There, Chelsea? - als Chris (Afl. Surprise, 2012)
- Harry's Law - als Oliver Richard (22 afleveringen, 2011-2012)
- The Right Not to Know - als Family Guy (2012)
- Body of Proof - als Detective Tommy Sullivan (13 afleveringen, 2013)
- SOKO Stuttgart - als John McDuff (Afl. Der Highlander, 2013)
- Hot in Cleveland - als Jason (Afl. Bucket: We're Going to New York, 2014)
- Crisis - als CIA Directeur Widener (8 afleveringen, 2014)
- CSI: Crime Scene Investigation - als Daniel Shaw/Jack Willman (2001-2015)

## Prijzen en nominaties
Teen Choice Awards:
- 2003: Genomineerd voor Choice TV Breakout Star - Male voor zijn rol in Keen Eddie
- 2010: Genomineerd voor Choice TV Actor: Action voor zijn rol in Human Target

Screen Actors Guild Awards:
- 2006: Genomineerd voor Outstanding Performance by an Ensemble in a Comedy Series met Boston Legal
- 2007: Genomineerd voor Outstanding Performance by an Ensemble in a Drama Series met Boston Legal
- 2008: Genomineerd voor Outstanding Performance by an Ensemble in a Drama Series met Boston Legal